# Galangina
Galangina es un flavonol, un tipo de flavonoide. Se encuentra en altas concentraciones en Alpinia officinarum y Helichrysum aureonitens. También se encuentra en el rizoma de Alpinia galanga y en los propóleos. Galangina ha demostrado in vitro que tiene actividad antibacterial y actividad antiviral. El flavonol también inhibe el crecimiento células de cáncer de mama in vitro.